# Serge Bilé
 (mars 2025).
Si vous disposez d'ouvrages ou d'articles de référence ou si vous connaissez des sites web de qualité traitant du thème abordé ici, merci de compléter l'article en donnant les références utiles à sa vérifiabilité et en les liant à la section « Notes et références ».
Serge Bilé, né le 26 juin 1960 à Agboville, est un journaliste et écrivain franco-ivoirien. Il a travaillé à Martinique. La Première où il a assuré la présentation du journal télévisé de juillet 1994 à août 2019.

## Biographie
Il est titulaire d'un diplôme de l'école supérieure de journalisme de Lille (1988) et travaille comme journaliste pour France 3, Fraternité Matin, Africa[Quoi ?] et TV5. Étudiant en fac de lettres, il enseigne l'allemand à la maison d'arrêt de Poitiers en 1990-1991. Après sa maîtrise, il devient en 1993 journaliste à RFO Paris, puis il passe successivement à RFO Guyane et RFO Martinique.
Écrivain et producteur-réalisateur, il est l'auteur d'essais et de documentaires sur le monde noir africain, antillais et sud-américain. Il est également fondateur, en 1994, d'Akwaba, association interculturelle ivoirienne et martiniquaise qui a pour but de créer des liens entre les Africains et les Antillais.
En 1995, l'Union nationale des journalistes de Côte d'Ivoire lui décerne le prix Ebony.
Passionné de musique, il a également écrit pour de nombreux artistes. Il est l'auteur de la chanson Nouveau monde, distinguée par la Sacem et enregistrée au profit de l'Unicef par une pléiade de célébrités.
En janvier 2005, dix ans après le documentaire Noirs dans les camps nazis (1995), il publie un essai homonyme. Le livre est très critiqué par trois historiens, Joël Kotek, Tal Bruttman et Odile Morisseau, qui en dénoncent les erreurs et l'absence de rigueur scientifique. Serge Bilé répond point par point à ces critiques dans un article intitulé « Noirs et déportés » paru dans le quotidien Le Monde. Il reçoit en outre le soutien public d'autres historiens tels qu'Elikia M'Bokolo et Lionel Richard. Le livre est en mars 2005 le candidat préféré[De qui ?] pour le 11e prix Essai France Télévisions. Pendant la dernière délibération du jury des lecteurs, la responsable des prix à France Télévisions émet des doutes sur le livre, qui est alors rejeté pour le prix. L'affaire est portée au tribunal, et en juin 2007 France Télévisions est condamné pour avoir faussé sans la moindre preuve le déroulement de l'attribution du prix.

## Œuvres

### Publications
Essais
- Noirs dans les camps nazis (2005, Éditions Serpent à plumes)
- La légende du sexe surdimensionné des Noirs (2005, Éditions Serpent à plumes)
- Sur le dos des hippopotames (2006, Éditions Calmann-Lévy)
- Quand les Noirs avaient des esclaves blancs (2008, Éditions Pascal Galodé)
- Le miracle oublié: chronique des apparitions de la Vierge Marie en Martinique (2008, Éditions Pascal Galodé)
- Et si Dieu n'aimait pas les Noirs: enquête sur le racisme aujourd'hui au Vatican (2009, Éditions Pascal Galodé)
- Au secours, le prof est noir!: enquête sur le racisme dans l'Éducation nationale (avec Mathieu Méranville) (2009, Éditions Pascal Galodé)
- Blanchissez-moi tous ces nègres (2010, Éditions Pascal Galodé)
- Sombres Bourreaux - collabos africains, antillais, guyanais, réunionnais et noirs américains, dans la deuxième guerre mondiale (2011, Éditions Pascal Galodé)
- La Mauresse de Moret - La religieuse au sang bleu (2012, Éditions Pascal Galodé)
- Singe, les dangers de la banalisation des esprits (avec Audifac Ignace) (2013, Dagan Editions)
- Poilus nègres : soldats créoles et africains en 14-18 (en collaboration avec Mathieu Méranville) (2014, Dagan)
- Esclave et bourreau : l'histoire incroyable de Mathieu Léveillé, esclave de Martinique devenu bourreau au Canada (2016, Serpent à plumes)
- Dans le jardin secret d'Aimé Césaire (2017, Jasor)
- Les Noirs dans l'histoire : clichés et préjugés de l'époque coloniale à nos jours (en collaboration avec Mathieu Méranville) (2017, L'Archipel)
- Boni : la naissance d'un peuple (2018, Rymanay)
- Le seul passager noir du Titanic (2019, éditions Cercle Media)
- Prince Aniaba, le mousquetaire ivoirien de Notre-Dame de Paris (2023, Éditions Kofiba)

Conte
- Tiwa et la pierre miroir (2006, Edition Monde Global)

Ouvrage collectif
- Dadié, l'homme de tous les continents. Cent écrivains du monde rendent hommage au centenaire vivant (2019, Édtitions Eburnie, Abidjan)

Site Web
- Parolesdesclavage.com (2007, Site de témoignages sur l'esclavage raconté par de vieux Martiniquais)

### Documentaires en tant que réalisateur
- Les Boni de Guyane (1994)
- Noirs dans les camps nazis (1995)
- Maurice le saint noir (1998)
- Une journée dans la vie de Marie-Madeleine (2009)
- Paroles d'esclavage (2010)

### Comédies musicales
- Soweto (2008, Spectacle sur la vie de Nelson Mandela)
- 1902 (2010, Spectacle autour de l'éruption de la Montagne Pelée)

### Discographie en tant qu'auteur ou compositeur
- On n'oublie pas, 2014, écrit par Serge Bilé et mis en musique par Renaud Rinto. Hommage aux 152 victimes martiniquaises du crash du 16 août 2005 afin de ne pas oublier cet évènement et d'aider l'AVCA (Association des Victimes de la Catastrophe Aérienne) à récolter des fonds [6]
- Je me souviens de son visage, 2014, auteur-compositeur de la chanson interprétée par Éric Virgal et Charlotte Dipanda[réf. nécessaire][7].